# Flug nach Arras

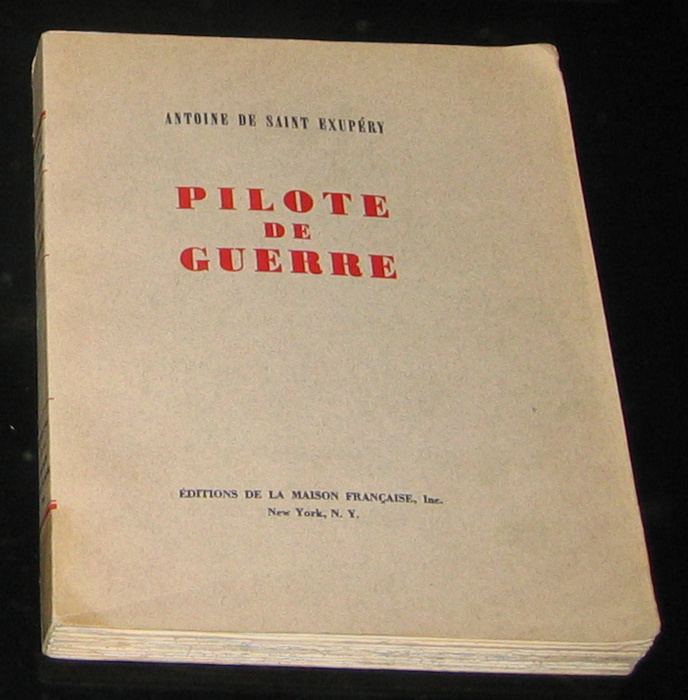

Der Roman Flug nach Arras stammt von Antoine de Saint-Exupéry und spielt in Frankreich nach dem Einfall der Deutschen in Nordfrankreich im Zweiten Weltkrieg („Westfeldzug“) und wird aus der Sicht des Hauptmanns Saint-Exupéry erzählt. Es handelt sich um ein Werk mit offensichtlich starken autobiographischen Zügen.

## Hintergrund
Der Autor Saint-Exupéry flog am 23. Mai 1940 nach Arras in Nordfrankreich. Die deutsche Wehrmacht war in Frankreich über Belgien eingefallen. Als Mitglied der französischen Aufklärungstruppe II/33 sollte er Aufklärungsbilder für einen militärischen Gegenschlag liefern. Ganz offensichtlich war sein Einsatz aber ein Himmelfahrtskommando. Er flog eine Bloch MB.174 und erhielt bei seiner Mission Begleitschutz von fünf französischen Jagdfliegern. Nach der Vereinbarung des Waffenstillstands in Frankreich wurde auch seine Einheit, die mehrfach verlegt und schließlich in Algerien stationiert worden war, demobilisiert. Die Situation seines Landes und seiner Spaltung war für den berühmten Schriftsteller kaum noch zu ertragen. Auch von anderen gedrängt, entschloss er sich schließlich, nach New York ins Exil zu gehen, wo er sich etwa zweieinhalb Jahre aufhielt, ehe er als Pilot wieder ins Kriegsgeschehen eingriff. Seine amerikanischen Verleger drängten ihn, einen Text über die Lage Frankreichs zu schreiben. In den Vereinigten Staaten zeigte man großes Unverständnis darüber. Frankreich wurde geschmäht und verspottet.

## Inhalt
Das Buch Flug nach Arras ist Augenzeugenbericht, autobiografische Erinnerung und philosophische Betrachtung in einem. Die Niederlage und tiefe Demütigung seines Heimatlandes Frankreich stimmt Saint-Exupéry zu Solidarität und zu einem zurückhaltenden, aber leidenschaftlichen Patriotismus an. Er geht aber auch auf die Schwächen seiner Kultur ein und denkt über die Irrwege des Humanismus nach, die zu Anarchie und Totalitarismus geführt haben.
Trotz der Absurdität seines Auftrages, der – wie er glaubt – seinen sicheren Tod bedeutet, bereitet sich Saint-Exupéry auf den Abflug vor. Auf seinem Flug nach Arras denkt er tief über die Wurzeln seiner Kultur und über das Wesentliche der menschlichen Natur nach. Das reiche Erbe der Kultur ist ihm durch eine falsche Konzeption des Humanismus verschleudert worden. Ihre zentralen Werte von Freiheit, Gleichheit, Brüderlichkeit und Nächstenliebe sind bedroht, wenn sie nur gepredigt, aber nicht gelebt werden.
Die Etappen seines Fluges verbindet der Autor mit Erinnerungen an eigene Begegnungen und Erlebnisse und schweift immer wieder in philosophische Meditationen ab. Eines seiner wichtigsten Themen, dass der Mensch sich nur im Kampf – auch gegen sich selbst – befreien kann, durch tätiges Wirken also, macht er auch in Flug nach Arras zum zentralen Thema. Wie dem Bauern der Pflug, der für das tägliche Brot sorgt, ist ihm das Flugzeug ein Werkzeug hierfür. Als er den Tod vor Augen über Arras getroffen wird, erlangt er zu einem neuen Bewusstsein: „Wenn der Körper abfällt, kommt das Wesentliche zum Vorschein. Der Mensch ist nichts als ein Bündel von Beziehungen.“ Auf dem Rückflug wird ihm klar, für wen er in dieses Flugzeug gestiegen ist. Er erinnert sich an seine eigenen Beziehungen, an seine Kameraden, an die Einfachheit seiner Stube und an sein Dorf Orconte, in dem er zuerst stationiert war, und an seinen Bauern, mit dem er sich unterhalten und gespeist hatte. Wieder in seinem Stützpunkt angelangt, fordert er eine Korrektur des Humanismus, damit der Mensch „durch die Mittelmäßigkeit des Individuums hindurch“ wieder zum Schlussstein seiner Kultur wird. Für diesen Menschen ist er bereit, sein Leben zu opfern. Abschließend spricht er die Hoffnung auf den Moment der Wiedergeburt seines Landes aus.

## Veröffentlichungen
Der Roman erschien am 20. Februar 1942 zuerst in den Vereinigten Staaten unter dem Titel Flight to Arras, ebenso im französischen Original unter dem Titel Pilote de Guerre. Auch in Frankreich durfte er zunächst veröffentlicht werden. Die deutschen Zensoren unterbanden nur einen Teilsatz, in dem Hitler genannt wurde. Nachdem sich die Presse ausgiebig mit dem Werk auseinandergesetzt hatte, wurde er von den Deutschen auf den Index gesetzt. Dennoch zirkulierte das Buch weiter im Untergrund.